# Idalus troias
Idalus troias är en fjärilsart som beskrevs av Druce 1903. Idalus troias ingår i släktet Idalus och familjen björnspinnare. Inga underarter finns listade i Catalogue of Life.